# Le avventure di Rin Tin Tin
Le avventure di Rin Tin Tin (The Adventures of Rin Tin Tin) è una serie televisiva statunitense destinata al pubblico giovanile, trasmessa dalla rete televisiva ABC dal 15 ottobre 1954 all'8 maggio 1959. Fu poi replicata nel decennio successivo.

## Trama
Protagonista era Rusty, impersonato dall'attore Lee Aaker, un bambino diventato orfano durante uno scontro tra nativi nordamericani e soldati statunitensi e salvato dai soldati di un reparto di cavalleria di stanza a Forte Apache. Rusty e il suo cane Rin Tin Tin erano protagonisti di storie di frontiera - molte delle quali caratterizzate, ma sostanzialmente con fini educativi - che vedevano muoversi nel vecchio Far West tribù di nativi nordamericani, malviventi e avventurieri di ogni sorta.

## Produzione
La serie in 164 puntate di venticinque minuti ciascuna fu prodotta da Screen Gems. Fu girata originalmente in bianco e nero. Solo successivamente le pellicole furono trasferite al colore.
La serie esordì un mese dopo il lancio della serie Lassie, con tematiche simili che ha per protagonista un cane e un bambino. Anche "Rin Tin Tin" era un cane che aveva già un passato di successo al cinema in numerosi film degli anni venti e trenta, molti dei quali ambientati in un contesto western e militare. Il primo film che vede "Rin Tin Tin" protagonista risale al 1922 e il cane televisivo aveva il nome di "Rin Tin Tin IV", essendo il quarto esemplare della dinastia.
Per il ruolo del piccolo protagonista "Rusty" fu scelto Lee Aaker, che già aveva dato buona prova di sé in numerose pellicole al cinema, in western come Hondo (1954) al fianco di John Wayne e Geraldine Page. Come già in Lassie dove il ragazzino (interpretato da Tommy Rettig era un orfano (di padre), anche in questa serie televisiva il protagonista è un orfano (di entrambi i genitori) che trova nel reggimento la sua famiglia adottiva. 

## Distribuzione
Repliche della serie furono trasmesse dalla CBS dall'ottobre del 1959 fino a settembre del 1964. Una nuova serie di repliche andò in onda nel 1976, e continuò fino a metà degli anni ottanta.
In Italia la serie ha avuto un notevole successo a partire dal 1956, quando la Rai ne acquistò i diritti per trasmetterla sull'unica rete dell'epoca. Nei decenni successivi è stata ritrasmessa più volte fino alle riproposizioni, nel 2008 da parte della rete Mediaset Rete 4 che la trasmise nel palinsesto pomeridiano estivo.
La sigla italiana è cantata dal gruppo Le Mele Verdi e si intitola La canzone di Rin Tin Tin. È stata pubblicata nel singolo Spazio 12/La canzone di Rin Tin Tin del 1982.

## Episodi
| Stagione         | Episodi | Prima TV USA | Prima TV Italia |
| ---------------- | ------- | ------------ | --------------- |
| Prima stagione   | 34      | 1954-1955    |                 |
| Seconda stagione | 38      | 1955-1956    |                 |
| Terza stagione   | 40      | 1956-1957    |                 |
| Quarta stagione  | 26      | 1957-1958    |                 |
| Quinta stagione  | 26      | 1958-1959    |                 |